# 神経成長因子
神経成長因子（しんけいせいちょういんし、英: nerve growth factor、略称: NGF）は、特定の標的神経細胞の成長、維持、増殖、生存の調節に関与する神経栄養因子（神経ペプチド）である。NGFは成長因子の中で最初期に記載されたものの1つである。NGFは、ノーベル賞受賞者であるリータ・レーヴィ＝モンタルチーニとスタンリー・コーエンによって1956年に最初に単離された。それ以降、膵臓β細胞の生存や免疫系の調節など、NGFが関与する多数の生物学的過程が特定されている。

## 構造
NGFの発現時にはまず、α-NGF、β-NGF、γ-NGFの3つのタンパク質が2:1:2の比率で結合した7S、130 kDaの複合体を形成する。この形態のNGFはproNGF（NGF前駆体）とも呼ばれる。この複合体のγサブユニットはセリンプロテアーゼとして作用し、βサブユニットのN末端を切断することで機能的なNGFへ活性化する。
通常は単にNGFという場合には2.5S、26 kDaのβサブユニットを指す。

## 機能
神経成長因子という名称が示す通り、NGFは主に神経細胞の成長、そして維持、増殖、生存に関与している。NGFは交感神経細胞や感覚神経細胞の生存に重要であり、NGFが存在しない場合にはアポトーシスが引き起こされる。近年の研究では、NGFが神経細胞の生活環の調節以外の経路にも関与していることが示唆されている。

### 神経増殖
NGFはTrkAへの結合によってBcl-2などの遺伝子の発現を駆動し、標的神経細胞の増殖と生存を刺激する。
proNGF、ソルチリン、p75NTRの間の高親和性結合は、生存もしくはプログラム細胞死のいずれかを引き起こす。p75NTRとTrkAの双方を発現している上頸神経節神経細胞はproNGF処理によって死滅するが、同じ神経細胞をNGF処理すると生存と軸索成長が引き起こされる。生存とプログラム細胞死は、p75NTRの細胞質テールのデスドメインへのアダプタータンパク質の結合によって媒介されている。p75NTRにリクルートされたアダプタータンパク質がTRAF6などTNF受容体関連因子のメンバーを介したシグナル伝達を促進する場合には、生存が引き起こされる。TRAF6はNF-κB転写アクチベーターの放出を引き起こし、NF-κBは核内で遺伝子の転写を調節して細胞生存を促進する。一方、TRAF6とNRIF（neurotrophin receptor interacting factor）がリクルートされた場合にはJNKが活性化されプログラム細胞死が引き起こされる。JNKはc-Junをリン酸化し、活性化された転写因子c-JunはAP-1を介してアポトーシス促進遺伝子の転写を増加させる。

### 膵β細胞の増殖
膵臓のβ細胞はNGF受容体であるTrkAとp75NTRの双方を発現している証拠が得られている。NGFの除去によってβ細胞のアポトーシスが誘導されることが示されており、このことはNGFがβ細胞の維持と生存に重要な役割を果たしている可能性を意味している。

### 免疫系の調節
NGFは自然免疫と獲得免疫の双方の調節に重要な役割を果たしている。炎症過程では、NGFはマスト細胞から高濃度で放出され、近隣の侵害受容神経細胞の軸索成長を誘導する。その結果、炎症領域における痛覚の知覚が強化される。獲得免疫においては、NGFは胸腺やCD4＋T細胞クローンによって産生され、感染下でのT細胞の成熟カスケードが誘導される。

### 排卵
NGFは精漿中に豊富に存在する。近年の研究では、ラマなど交尾排卵を行う一部の哺乳類でNGFによって排卵が誘発されることが明らかにされている。これらの動物では、ウシなど自然排卵を行う動物由来の精液でも排卵が誘発される。一方で、このことのヒトの排卵に対する重要性は明らかでない。精液中のNGFは2012年にβ-NGFであることが同定されるまで、OIF（ovulation-inducing factor）と呼ばれていた。

## 作用機序
NGFは少なくともトロポミオシン受容体キナーゼA（TrkA）と低親和性神経成長因子受容体（LNGFR/p75NTR）と呼ばれる2種類の受容体に結合する。どちらも神経変性疾患と関係している。
NGFがTrkA受容体に結合すると、受容体のホモ二量体化が駆動され、チロシンキナーゼ領域の自己リン酸化が引き起こされる。TrkA受容体には5つの細胞外ドメインが存在し、NGFの結合には5番目ドメインで十分である。NGFが結合するとNGF-TrkA複合体はエンドサイトーシスされるとともに、Ras/MAPK経路とPI3K/AKT経路の2つの主要な経路に続いてNGFによる転写プログラムが活性される。NGFのTrkAへの結合は、PI3K、Ras、PLCシグナル伝達経路の活性化をもたらす。
NGFは血漿を介して体中を循環しており、全体的な恒常性の維持に重要であることが研究から示唆されている。

### 神経生存
NGFとTrkA受容体の結合は、受容体の二量体化、そして隣接するTrk受容体による細胞質テールのチロシン残基のリン酸化を促進する。Trk受容体のリン酸化部位はShcアダプタータンパク質のドッキング部位として機能し、ShcもTrk受容体によるリン酸化が行われる。Shcが受容体の細胞質テールによってリン酸化されると、いくつかの細胞内経路によって細胞生存過程が開始される。
主要な経路の1つでは、セリン/スレオニンキナーゼAktが活性化される。この経路は、Trk受容体複合体に2つ目のアダプタータンパク質であるGRB2がGAB1とともにリクルートされることで開始される。その後、PI3Kが活性化されることで、Aktの活性化が引き起こされる。PI3KもしくはAktの活性を遮断することで、NGF存在下でも培養交感神経細胞が死滅することが研究から示されている。どちらかのキナーゼが恒常的に活性化された場合には、NGF非存在下でも神経細胞は生存することができる。
細胞生存に寄与する2つ目の経路は、MAPKの活性化を介して行われる。この経路では、アダプタータンパク質やドッキングタンパク質によるグアニンヌクレオチド交換因子のリクルートによって、膜結合型Gタンパク質であるRasの活性化が引き起こされる。グアニンヌクレオチド交換因子はGDP-GTP交換過程を活性化することでRasの活性化を媒介する。活性型Rasタンパク質はいくつかのタンパク質とともにセリン/スレオニンキナーゼRafを活性化する。RafはMAPKカスケードを活性化し、リボソームタンパク質S6キナーゼ（RSK）の活性化や転写調節を促進する。
AktとRSKはそれぞれPI3K-Akt経路、MAPK経路の構成要素であり、どちらもCREB転写因子をリン酸化する。リン酸化されたCREBは核内へ移行して抗アポトーシスタンパク質の発現上昇を媒介し、NGFを介した生存を促進する。NGFが存在しない場合には上述したNGFを介した細胞生存経路によるc-Junなどの細胞死促進転写因子の抑制が起こらず、その結果アポトーシス促進タンパク質の発現が増加する。